# Dan Sinclair
Dan Sinclair ist ein US-amerikanischer Schauspieler, Drehbuchautor und Filmregisseur.

## Leben
Von 2003 bis 2008 studierte Sinclair an der University of Central Florida. Um 2009 und 2010 machte er seine ersten Fernseherfahrungen als Schauspieler in einer Episode der Fernsehserie Next Stop for Charlie und schrieb in dieser Zeit das Drehbuch für zehn Episoden der Fernsehserie Sports Jobs with Junior Seau. 2014 übernahm er im Spielfilm Chemical Peel eine Doppelfunktion als Schauspieler und Drehbuchautor. 2017 schrieb er das Drehbuch für den Film Dead Ant – Monsters vs. Metal, in dem gigantische Ameisen Amok laufen. Eine Nebenrolle erhielt er 2018 in Snake Outta Compton. 2020 war er im Film Dragon Soldiers in der Rolle des Griffin zu sehen und verfasste außerdem das Drehbuch. 2021 hatte er eine kleinere Rolle in Jurassic Hunt inne. 2021 schrieb er das Drehbuch für den Kurzfilm The Monster. Er fungierte zusätzlich als Regisseur. Der Kurzfilm wurde am 4. April 2021 auf dem Beyond the Curve International Film Festival und am 16. Mai 2021 auf dem Austin Micro Film Festival gezeigt.

## Filmografie (Auswahl)

### Schauspiel
- 2010: Next Stop for Charlie (Fernsehserie, Episode 1x08)
- 2014: Chemical Peel
- 2018: Snake Outta Compton
- 2019: The Night That Didn’t End (Fernsehserie, Episode 2x01)
- 2020: Dragon Soldiers
- 2021: Jurassic Hunt

### Drehbuch
- 2009–2010: Sports Jobs with Junior Seau (Fernsehserie, 10 Episoden)
- 2014: Chemical Peel
- 2016: Spotlight Arts (Fernsehdokuserie)
- 2017: Dead Ant – Monsters vs. Metal (Dead Ant)
- 2018: Telethon for America
- 2020: Dragon Soldiers
- 2020: Telethon for America 2020
- 2021: The Monster (Kurzfilm; auch Regie)